# Doe Or Die
Doe Or Die es el primer álbum de AZ de 1995.
Doe Or Die fue el material con el que Az debutó, Doe Or Doe fue introducido al mundo en Illmatic de Nas en 1994.mirando a menudo como un pesado del compañero de Ilmatic, Doe Or Die es considerada por muchos críticos del hip hop como un álbum clásico.

## Descripción
El álbum incorpora los ficticios de la forma del mundo terrenal o del crimen organizado. Estas narrativas cinemáticas representan a menudo a un gánster subida a la fama y abundancia. Por ejemplo, la canción Sugar Hill es una fantasía auto detallada de una forma pródiga que incluye los coches de lujo, las mujeres hermosas y paisaje hermoso. En la canción, Az se imagina de vacaciones en el Caribe, mientras que vive en diferentes hoteles del mundo y en yates.
Más futuro acentuando el Mafioso tema, la cubierta de la Doe Or Die retrata AZ como víctima de un entierro elaborado de la multitud. Dentro de la cubierta, un retrato con estilo de AZ es rodeado por las flores, mientras que el cuerpo del rapper se entierra en un ataúd que contenga cantidades grandes de dólares. Además, las notas del trazador de líneas y la parte posterior de las características AZ del álbum que cuentan el dinero, el vino costoso que bebe y fumando los cigarros.

## Lista de canciones
1. Intro
2. Uncut Raw
3. Gimme Yours (Featuring Nas)
4. Ho-Happy Jackie
5. Rather Unique
6. I Feel for You (Featuring Erica Scott)
7. Sugar Hill (Featuring Miss Jones)
8. Mo Money, Mo Murder (Homicide) (Featuring Nas)
9. Doe or Die
10. We Can't Win (Featuring Amar)
11. Your World Don't Stop
12. Sugar Hill (Remix)

- Datos: Q537262